# پره پونسه
پره پونسه (اسپانیایی: Pere Ponce‎؛ زادهٔ ۱۹۶۴ میلادی) بازیگر اهل اسپانیا است.
از فیلم‌ها یا برنامه‌های تلویزیونی که وی در آن نقش داشته‌است، می‌توان به بدترین غیرممکن، سفید برفی، ایزابل، شاد، اما نه چندان زیاد، و مرلی اشاره کرد.